# Mismaloya (Puerto Vallarta)
Mismaloya (en náhuatl, michmaloyan "lugar donde agarran peces con sus manos") es un pequeño pueblo ubicado en la costa de la Bahía de Banderas en el estado mexicano de Jalisco. Mismaloya se encuentra en la Carretera Federal 200, al sur de Puerto Vallarta.

## Turismo

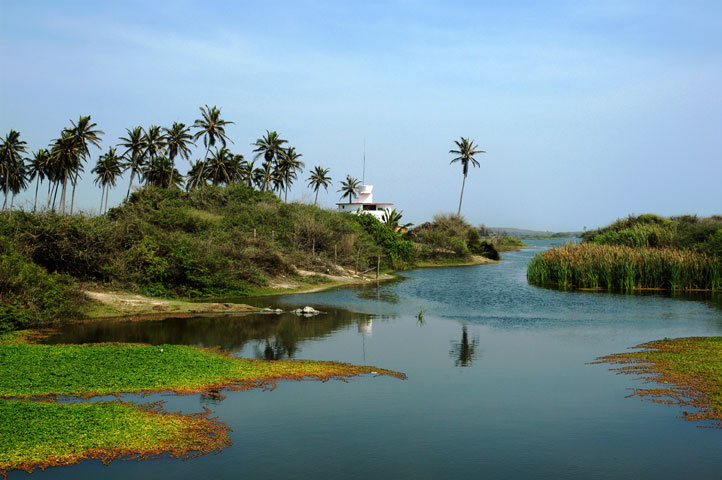
Santuario de tortugas del estuario de la playa Misaloya, México

La playa de Mismaloya se encuentra en una preciosa cala, con una vista completa de las rocas marinas de Los Arcos, un buen lugar para bucear. Hay barcos que los turistas pueden alquilar, y la playa es donde se ubican varios restaurantes al aire libre, así como el Hotel Barceló, el Zoológico de Vallarta y los condominios La Jolla de Mismaloya, también se puede llegar al Jardín Botánico de Vallarta por 15 minutos en autobús.

## Ubicación de películas

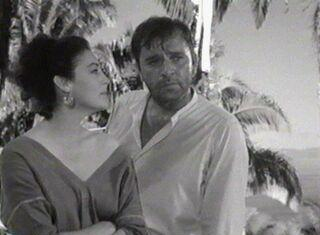
La noche de la iguana

Mismaloya es conocido por ser el sitio donde se filmó la película de 1963 La noche de la iguana (The night of the iguana). Esta película hizo famoso a Puerto Vallarta. Al otro lado de la carretera Federal 200 desde Playa Mismaloya se encuentra El Edén, un entorno selvático donde se rodaron escenas de la película Predator.

## Clima
El clima de Mismaloya es tropical húmedo y seco (Köppen Aw) con temperaturas estables y cálidas durante todo el año, con dos estaciones distintas, una estación seca de noviembre a mayo y una estación húmeda de junio a octubre. Los niveles de radiación UV son altos durante todo el año, variando de 7-10 desde octubre hasta febrero y +11 desde marzo hasta septiembre. El calor y la humedad son altos de diciembre a abril y pueden alcanzar niveles extremos entre julio y agosto.
| Parámetros climáticos promedio de Mismaloya, Jalisco | Parámetros climáticos promedio de Mismaloya, Jalisco | Parámetros climáticos promedio de Mismaloya, Jalisco | Parámetros climáticos promedio de Mismaloya, Jalisco | Parámetros climáticos promedio de Mismaloya, Jalisco | Parámetros climáticos promedio de Mismaloya, Jalisco | Parámetros climáticos promedio de Mismaloya, Jalisco | Parámetros climáticos promedio de Mismaloya, Jalisco | Parámetros climáticos promedio de Mismaloya, Jalisco | Parámetros climáticos promedio de Mismaloya, Jalisco | Parámetros climáticos promedio de Mismaloya, Jalisco | Parámetros climáticos promedio de Mismaloya, Jalisco | Parámetros climáticos promedio de Mismaloya, Jalisco | Parámetros climáticos promedio de Mismaloya, Jalisco |
| Mes                                                  | Ene.                                                 | Feb.                                                 | Mar.                                                 | Abr.                                                 | May.                                                 | Jun.                                                 | Jul.                                                 | Ago.                                                 | Sep.                                                 | Oct.                                                 | Nov.                                                 | Dic.                                                 | Anual                                                |
| ---------------------------------------------------- | ---------------------------------------------------- | ---------------------------------------------------- | ---------------------------------------------------- | ---------------------------------------------------- | ---------------------------------------------------- | ---------------------------------------------------- | ---------------------------------------------------- | ---------------------------------------------------- | ---------------------------------------------------- | ---------------------------------------------------- | ---------------------------------------------------- | ---------------------------------------------------- | ---------------------------------------------------- |
| Temp. máx. abs. (°C)                                 | 35                                                   | 35                                                   | 34                                                   | 36                                                   | 34                                                   | 39                                                   | 38                                                   | 35                                                   | 37                                                   | 38                                                   | 37                                                   | 36                                                   | 39                                                   |
| Temp. máx. media (°C)                                | 29                                                   | 29                                                   | 30                                                   | 32                                                   | 33                                                   | 33                                                   | 33                                                   | 33                                                   | 32                                                   | 32                                                   | 31                                                   | 29                                                   | 31.3                                                 |
| Temp. media (°C)                                     | 21.5                                                 | 21.5                                                 | 21.5                                                 | 24                                                   | 25.5                                                 | 27                                                   | 27                                                   | 27                                                   | 26.5                                                 | 26                                                   | 24.5                                                 | 22                                                   | 24.5                                                 |
| Temp. mín. media (°C)                                | 14                                                   | 14                                                   | 14                                                   | 16                                                   | 18                                                   | 21                                                   | 21                                                   | 21                                                   | 21                                                   | 20                                                   | 18                                                   | 15                                                   | 17.5                                                 |
| Temp. mín. abs. (°C)                                 | 9                                                    | 9                                                    | 9                                                    | 9                                                    | 10                                                   | 16                                                   | 17                                                   | 21                                                   | 11                                                   | 17                                                   | 14                                                   | 9                                                    | 9                                                    |
| Precipitación total (mm)                             | 23                                                   | 10                                                   | 7                                                    | 5                                                    | 9                                                    | 183                                                  | 336                                                  | 350                                                  | 358                                                  | 131                                                  | 22                                                   | 25                                                   | 1459                                                 |
| Días de precipitaciones (≥ 0.1 mm)                   | 1                                                    | 1                                                    | 0                                                    | 0                                                    | 0                                                    | 7                                                    | 15                                                   | 15                                                   | 15                                                   | 6                                                    | 1                                                    | 1                                                    | 61                                                   |
| Horas de sol                                         | 217                                                  | 224                                                  | 248                                                  | 240                                                  | 248                                                  | 210                                                  | 186                                                  | 186                                                  | 180                                                  | 217                                                  | 210                                                  | 186                                                  | 2552                                                 |
| Fuente: Weather2Travel                               |                                                      |                                                      |                                                      |                                                      |                                                      |                                                      |                                                      |                                                      |                                                      |                                                      |                                                      |                                                      |                                                      |

| ene                         | feb                         | mar                         | abr                         | Mayo                        | jun                         | jul                         | ago                         | sep                         | oct                         | nov                         | dic                         |
| --------------------------- | --------------------------- | --------------------------- | --------------------------- | --------------------------- | --------------------------- | --------------------------- | --------------------------- | --------------------------- | --------------------------- | --------------------------- | --------------------------- |
| 24 grados Celsius (75,2 °F) | 24 grados Celsius (75,2 °F) | 23 grados Celsius (73,4 °F) | 24 grados Celsius (75,2 °F) | 25 grados Celsius (77,0 °F) | 28 grados Celsius (82,4 °F) | 29 grados Celsius (84,2 °F) | 30 grados Celsius (86,0 °F) | 29 grados Celsius (84,2 °F) | 29 grados Celsius (84,2 °F) | 27 grados Celsius (80,6 °F) | 25 grados Celsius (77,0 °F) |

La temperatura del mar es bastante buena y estable, con mínimas de 23 grados Celsius (73,4 °F) en marzo, y máximas de 30 grados Celsius (86,0 °F) en agosto.